# Campionato mondiale cadetti di scherma 1999
Il Campionato mondiale cadetti di scherma del 1999 ("1999 World Cadets Fencing Championships") è stato organizzato dalla Federazione internazionale della scherma e si è svolto a Digione in Francia dal 24 al 25 aprile.
Nel fioretto, si sono aggiudicati i titoli del campionato mondiale il tedesco Benjamin Weinkauf, che ha battuto in finale il francese Erwann Le Pechoux, e l'italiana Marta Simoncelli che ha avuto la meglio sulla tedesca Martha Golebiewski.
Nella spada il francese Paul-Andre Pioc ha battuto in finale l'ucraino Maksym Khvorost, ottenendo il titolo mondiale cadetti maschile, mentre tra le donne la tedesca Marijana Markovic ha superato la tedesca Yvonne Haag.
Nella sciabola il francese Simone Bedel prevale sul francese Vincent Anstett, mentre l'italiana Marianna Tricarico ha battuto la britannica Louise Bond-Williams.

## Podi

### Uomini
| Specialità  | Oro               | Argento           | Bronzo                          |
| Individuali |                   |                   |                                 |
| Fioretto    | Benjamin Weinkauf | Erwann Le Pechoux | Antonio Capillo Jan-Simon Senft |
| Spada       | Paul-Andre Pioc   | Maksym Khvorost   | Norman Ackermann Mathieu Dabat  |
| Sciabola    | Simone Bedel      | Vincent Anstett   | Colin Parker Sergio Shkalikov   |

### Donne
| Specialità  | Oro                | Argento              | Bronzo                              |
| Individuali |                    |                      |                                     |
| Fioretto    | Marta Simoncelli   | Martha Golebiewski   | Andrea Ament Malgorzata Wojtkowiak  |
| Spada       | Marijana Markovic  | Yvonne Haag          | Andrea Ament Marie-Maud Moulin      |
| Sciabola    | Marianna Tricarico | Louise Bond-Williams | Ekaterina Fedorkina Amelia Gaillard |

## Medagliere
| Pos.   | Nazione     | Oro | Argento | Bronzo | Totale |
| ------ | ----------- | --- | ------- | ------ | ------ |
| 1      | Francia     | 2   | 2       | 2      | 6      |
| 1      | Germania    | 2   | 2       | 2      | 6      |
| 3      | Italia      | 2   | 0       | 1      | 3      |
| 4      | Ucraina     | 0   | 1       | 1      | 2      |
| 5      | Regno Unito | 0   | 1       | 0      | 1      |
| 6      | Stati Uniti | 0   | 0       | 4      | 4      |
| 7      | Russia      | 0   | 0       | 1      | 1      |
| 7      | Polonia     | 0   | 0       | 1      | 1      |
| Totale | Totale      | 6   | 6       | 12     | 24     |